# Parafia West Carroll
Parafia West Carroll (ang. West Carroll Parish) – parafia cywilna w stanie Luizjana w Stanach Zjednoczonych. Obszar całkowity parafii obejmuje powierzchnię 360,57 mil2 (933,87 km²). Według danych z 2010 r. parafia miała 11 604 mieszkańców. Parafia powstała w 1877 roku i nosi imię Charlesa Carrolla, jednego z sygnatariuszy Deklaracji Niepodległości Stanów Zjednoczonych.

## Sąsiednie parafie / hrabstwa
- Hrabstwo Chicot (Arkansas) (północ)
- Parafia East Carroll (wschód)
- Parafia Richland (południe)
- Parafia Morehouse (zachód)

## Miasta
- Oak Grove

## Wioski
- Epps
- Forest
- Kilbourne
- Pioneer